# Чердак (Бакау)
Чердак (рум. Cerdac) насеље је у Румунији у округу Бакау у општини Сланик-Молдова. Oпштина се налази на надморској висини од 384 m.

## Становништво
Према подацима из 2002. године у насељу је живело 1324 становника, од којих су сви румунске националности.